# Ian Kelsey
Ian Kelsey es un actor británico, más conocido por haber interpretado a David Glover en Emmerdale, a Patrick Spiller en Casualty y actualmente por interpretar a Howard Bellamy en la serie Doctors.

## Biografía
Es hijo de Julie y John Kelsey, tiene un hermano mayor llamado David Kelsey.
Se entrenó en el Joseph Rowntree Theatre York y se graduó del Guildford School of Acting. 
Ian está casado con la bailarina Mia Michaels, con quien tiene dos hijas: Layla e Ivy Kelsey.

## Carrera
El 4 de agosto de 1993, se unió al elenco de la serie británica Emmerdale Farm, donde interpretó al granjero David "Dave" Glover hasta el 26 de diciembre de 1996. En 1994 apareció en la película Black Beauty, donde interpretó a Joe Grenn de grande. El 11 de diciembre de 1999, se unió al elenco de la serie médica Casualty, donde interpretó al doctor Patrick Spiller hasta el 22 de marzo de 2002. Anteriormente había aparecido por primera vez en la serie en 1998, cuando interpretó a Ian Fisher durante el episodio "Home Truths".
En 2003 se unió al elenco recurrente de la serie policíaca Blue Murder, donde interpretó al detective inspector de la policía Richard Mayne hasta 2009. Ese mismo año se unió al elenco de la serie Down to Earth, donde interpretó a Matt Brewer hasta 2004. En 2005 apareció en la película Angel of Death: The Beverly Allitt Story, la cual estuvo basada en la historia verdadera del asesino en serie Beverly Allitt. En 2006 apareció como invitado en la última temporada de la serie Where the Heart Is, donde dio vida a Jack Clayton; anteriormente había aparecido por primera vez en la serie en 2005 como Adam Miller durante el episodio "Legacy".
El 28 de mayo de 2012, se unió al elenco principal de la serie británica Doctors, donde interpreta al doctor Howard Bellamy hasta ahora. Anteriormente había aparecido por primera vez en la serie en 2010, cuando interpretó a Alex Wakefield durante el episodio "Hanging On". En junio de 2016 se anunció que Ian se unirá al elenco recurrente de la serie Coronation Street, donde dará vida a Vinny.

## Filmografía

### Series de televisión
| Año             | Serie              | Personaje            | Notas                           |
| --------------- | ------------------ | -------------------- | ------------------------------- |
| 2016 - presente | Coronation Street  | Vinny                | -                               |
| 2012 - 2015     | Doctors            | Dr. Howard Bellamy   | 465 episodios                   |
| 2009            | The Bill           | Brendan Newlyn       | episodio "Twist of Fate"        |
| 2003 - 2009     | Blue Murder        | Det. Richard Mayne   | 19 episodios                    |
| 2006            | Where the Heart Is | Jack Clayton         | 5 episodios                     |
| 2006            | Hotel Babylon      | John Fuller          | episodio # 1.5                  |
| 2003 - 2004     | Down to Earth      | Matt Brewer          | -                               |
| 1999 - 2002     | Casualty           | Patrick Spiller      | 72 episodios                    |
| 2001            | Holby City         | Patrick Spiller      | episodio "It's a Family Affair" |
| 2001            | Murder in Mind     | Liam Taylor          | episodio "Vigilante"            |
| 1999            | Touching Evil      | Carl Laing           | episodio "Innocent: Part 2"     |
| 1998            | Men Behaving Badly | Hombre en el Karaoke | episodio "Performance"          |
| 1993 - 1996     | Emmerdale Farm     | David Glover         | 42 episodios                    |

### Películas
| Año  | Título                                   | Personaje              | Notas                                                                                         |
| ---- | ---------------------------------------- | ---------------------- | --------------------------------------------------------------------------------------------- |
| 2012 | Extreme                                  | Sargento de la Policía | corto - junto a Irene Bradshaw, Anthony Clegg, Kate Faulkner & Jon Lee Morris                 |
| 2008 | Dustbin Baby                             | Daniel Johnson         | junto a Dakota Blue Richards, Juliet Stevenson, Saffron Coomber & Poppy Lee Friar             |
| 2005 | Angel of Death: The Beverly Allitt Story | -                      | junto a Hajaz Akram, Joanna Bending, Charlie Brooks, Georgie Glen & Tegwen Tucker             |
| 1994 | Wild Justice                             | Empleado de Narmco     | junto a Roy Scheider, Christopher Buchholz, Ted McGinley, Sam Wanamaker & Constantine Gregory |
| 1994 | Black Beauty                             | Joe Grenn (grande)     | junto a Sean Bean, David Thewlis, Jim Carter, Peter Davison & Alun Armstrong                  |

### Apariciones
| Año  | Programa         | Notas                                 |
| ---- | ---------------- | ------------------------------------- |
| 2009 | The Weakest Link | episodio "West End Theatre Special 3" |

## Premios y nominaciones
| Año  | Categoría                                       | Premio             | Serie   | Resultado |
| ---- | ----------------------------------------------- | ------------------ | ------- | --------- |
| 2016 | Best On-Screen Partnership (junto a Dido Miles) | British Soap Award | Doctors | Nominados |
| 2013 | Best Comedy Performance                         | British Soap Award | Doctors | Nominado  |